# Prinsepia sinensis
Prinsepia sinensis är en rosväxtart som först beskrevs av Daniel Oliver, och fick sitt nu gällande namn av Daniel Oliver och William Jackson Bean. Prinsepia sinensis ingår i släktet Prinsepia och familjen rosväxter. Inga underarter finns listade i Catalogue of Life.

## Bildgalleri

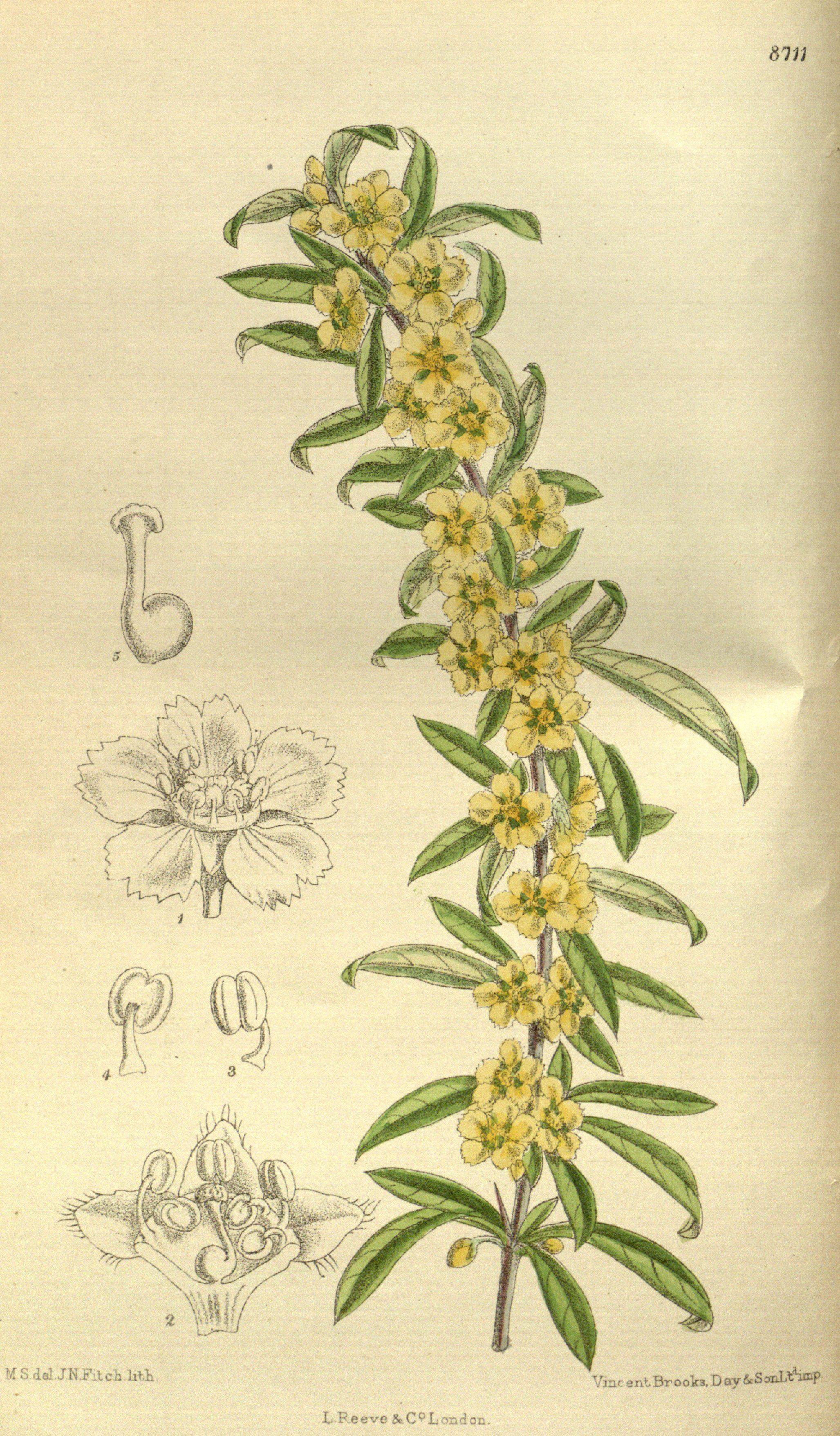
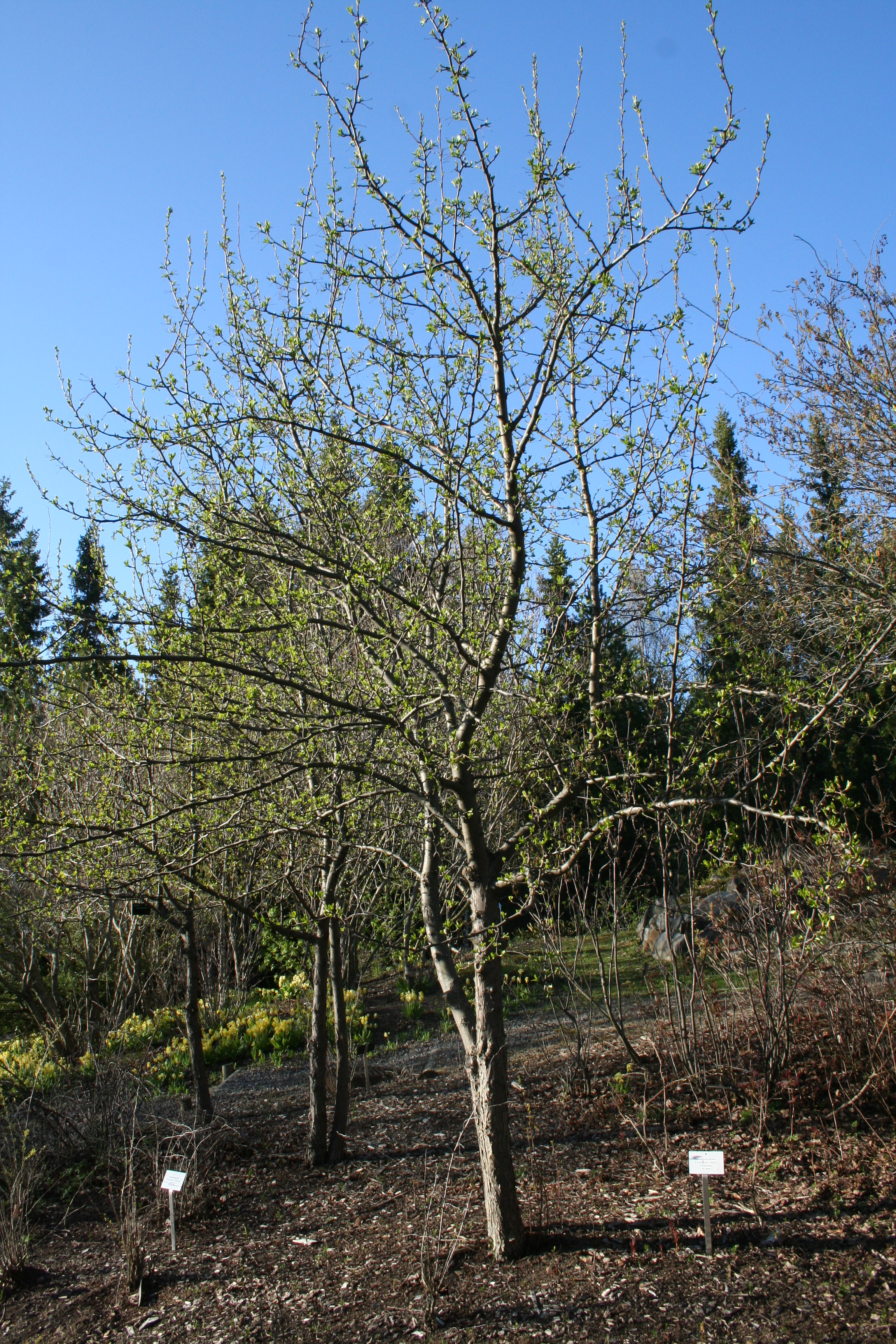
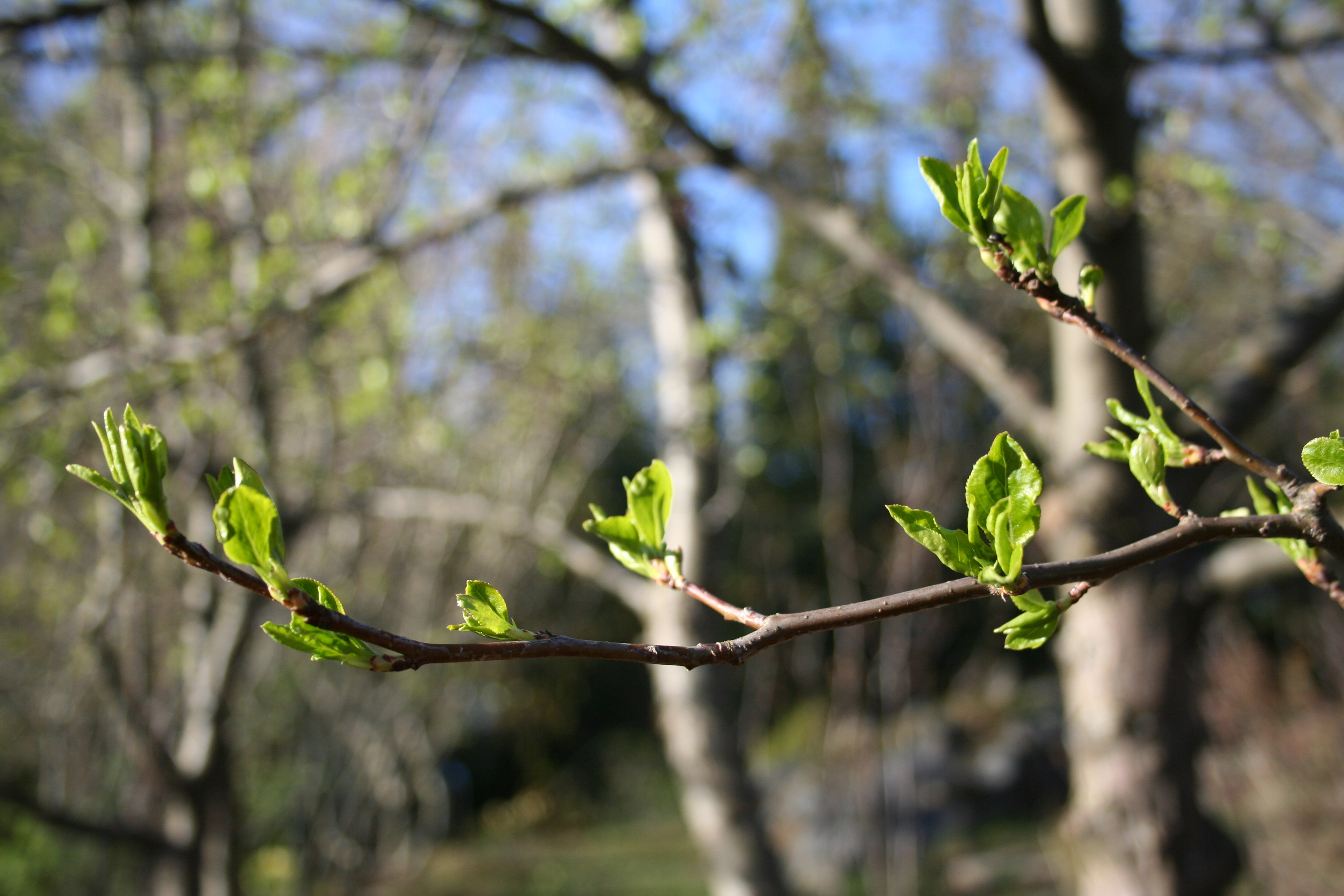